# Бигелебен, Арнольд фон
фрайхерр Арнольд фон Бигелебен (нем. Arnold Freiherr von Biegeleben; 16 апреля 1883 — 11 октября 1940) — немецкий военачальник, генерал-лейтенант вермахта, командующий 6-й пехотной дивизией во время Второй мировой войны. Кавалер Рыцарского креста Железного креста, высшего ордена нацистской Германии. Бигелебен умер от инфаркта в октябре 1940 года.

## Награды
- Железный крест 2-го класса (14 сентября 1914) (Королевство Пруссия)
- Железный крест 1-го класса (3 марта 1916)
- Королевский орден Дома Гогенцоллернов рыцарский крест с мечами (24 ноября 1917) (Королевство Пруссия)
- Медаль «За храбрость» (Великое герцогство Гессен)
- Почётный крест Первой мировой войны 1914/1918 с мечами (1934)
- Орден «Святой Александр» большой офицерский крест (15 сентября 1936)
- Медаль «За выслугу лет в вермахте» с 4-го по 1-й класс (2 октября 1936)
- Пряжка к Железному кресту 2-го класса (6 октября 1939)
- Пряжка к Железному кресту 1-го класса (30 октября 1939)
- Медаль «За сооружение Атлантического вала» (11 марта 1940)
- Рыцарский крест Железного креста (5 августа 1940)